# Claudio Abbado

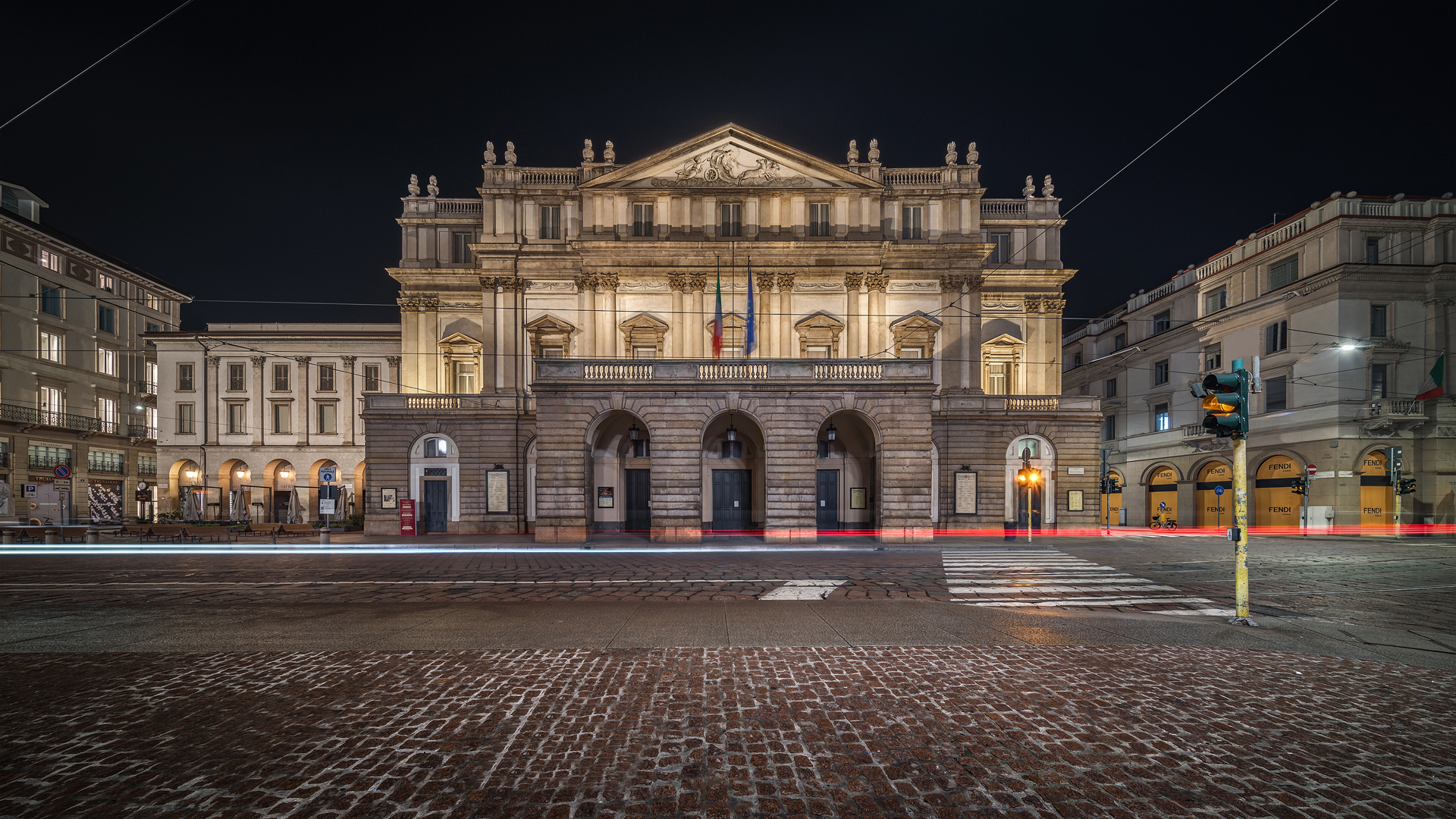
Teatro alla Scala

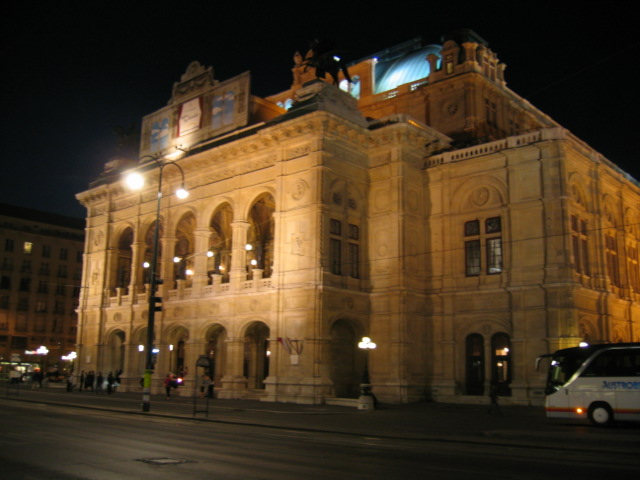
Opera de Stat din Viena

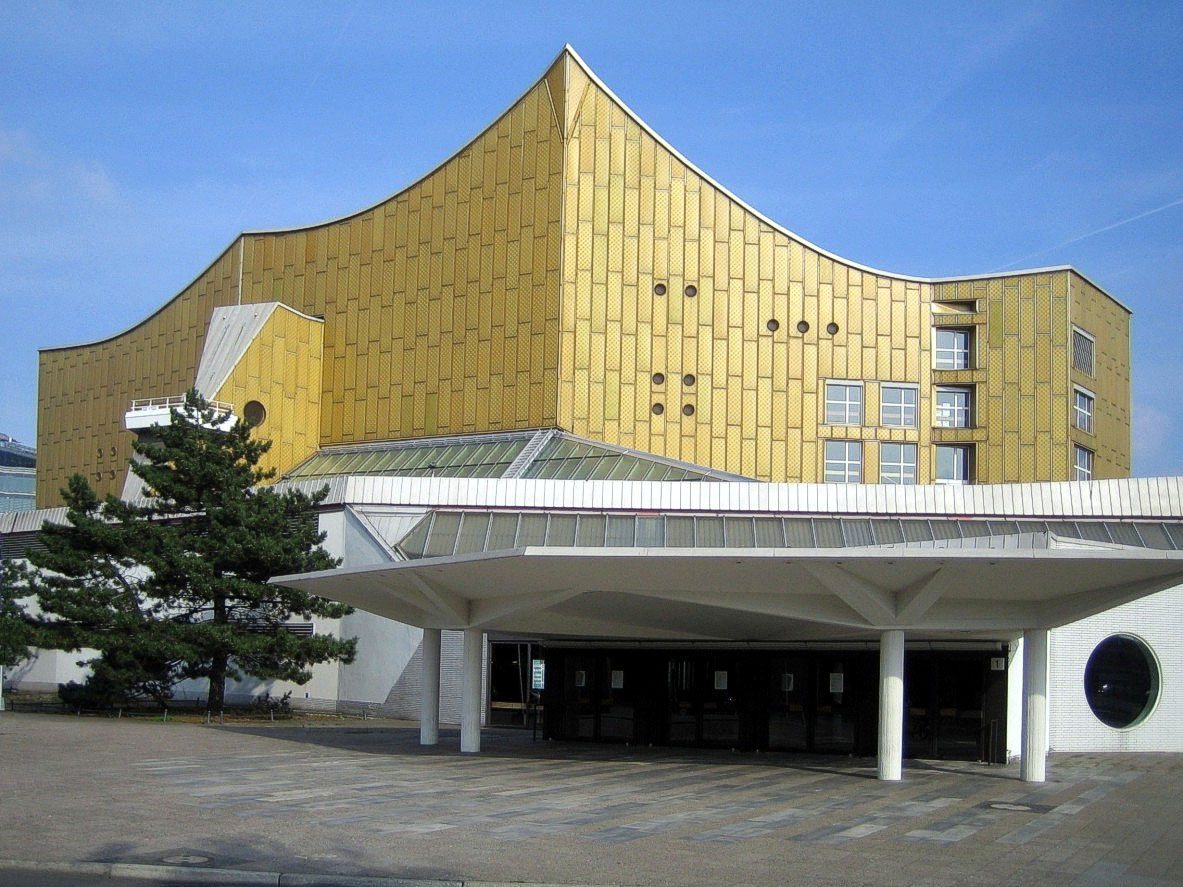
Filarmonica din Berlin

Claudio Abbado (n. 26 iunie 1933, Milano, Regatul Italiei – d. 20 ianuarie 2014, Bologna, Italia) a fost un dirijor italian.

## Biografie artistică
A studiat pianul la conservatorul Giuseppe Verdi, după care a început să dirijeze la Viena. A colaborat mult timp cu opera Teatro alla Scala din Milano (1968 - 1986), ca dirijor principal și în cele din urmă ca director artistic, precum și cu Filarmonica din Viena.
În 1989 i-a succedat lui Herbert von Karajan ca dirijor permanent și director artistic al Filarmonicii din Berlin. Este cunoscut pentru programele sale îndrăznețe, care cuprind multă muzică modernă.